# Ligne de Longwy à Villerupt-Micheville
La Ligne de Longwy à Villerupt-Micheville est une ligne de chemin de fer française, partiellement déclassée, qui relie Longwy à Villerupt-Micheville dans le département de Meurthe-et-Moselle.
Elle constitue la ligne 203 000 du réseau ferré national et la ligne 198 du réseau des chemins de fer de l'Est.

## Histoire
Cette ligne est concédée à la Compagnie des chemins de fer de l'Est par une convention signée le 17 juin 1873 entre le ministre des Travaux publics et la Compagnie. Cette convention est approuvée à la même date par une loi qui déclare la ligne d'utilité publique. Le tracé était très approximatif puisque la loi parlait d'une ligne d'un point à déterminer de la frontière belge à un point à déterminer de la vallée de la Moselle, passant ou desservant par embranchement les terrains miniers d'Hussigny et de Villerupt.
Villerupt sera finalement desservi au moyen d'un embranchement à partir de la gare de Longwy sur la ligne de la frontière belge à Pagny-sur-Moselle, actuelles lignes de Longuyon à Mont-Saint-Martin (vers Athus) et de Longuyon à Onville et Pagny-sur-Moselle. La mise en service de l'embranchement date du 25 avril 1878.

### Fermeture voyageurs
- De Longwy à Villerupt-Micheville : 15 mai 1939[4].

### Fermeture marchandises
- Du PK 247,16 à Saulnes (248,81) : 23 mai 1993[1]
- De Saulnes à Hussigny-Godbrange : 30 septembre 1985 ;
- De Hussigny-Godbrange à Villerupt-Micheville : 1er octobre 1978[4].

### Date de déclassement
- De Saulnes à Villerupt-Micheville (PK 247,160 à 261,122) : 17 octobre 1994[1].

## Infrastructure

### Électrification
La totalité de la ligne a été électrifiée en courant alternatif 25 kV - 50 Hz. La mise sous tension est intervenue le 17 novembre 1964.

## Exploitation
Les trois premiers kilomètres sont restés en service afin de desservir en trafic fret la fonderie de Senelle et la Société du Train Universel de Longwy (STUL). Après sa fermeture en 2005, le reste de la ligne a été déclassé à son tour.
En janvier 2019, un nouveau parking et une route d'accès à la gare de Longwy sont en cours de création sur l'emprise des voies de la portion récemment déclassée ; la passerelle piétonne qui enjambait les voies a été démolie à cette occasion.